# 尼古拉·巴克里
尼古拉·巴克里（法語：Nicolas Bacri，1961年11月23日—），出生於巴黎，是法國當代作曲家。现居于泰国芭提雅。
由Françoise Gangloff-Levéchin，Christian Manen和Louis Saguer啟蒙。在國立巴黎高等音樂院期間，師事Claude Ballif（音樂分析）、Michel Philippot（作曲）、Serge Nigg（作曲）和Marius Constant（管弦樂配器法）。1983 年，以作曲第一等獎從巴黎音樂院畢業，1983年到1985年，獲得法蘭西學院的羅馬大獎駐羅馬作曲。

## 生平
1987年至1991年，尼古拉·巴克里曾經擔任法國電台（Radio France）室內樂節目藝術總監，一年內總共策劃70場音樂會（從早期的音樂到創作）。他的創舉，例如由曼哈頓弦樂四重奏團體在1989-1990年間，第一次在法國完整演出肖斯塔科維奇全套的弦樂四重奏。他也是第一位為法國引進了捷克泰雷津幾位重要作曲家（Pavel Haas、Gideon Klein、Hans Krasa和Viktor Ullmann）的音樂。在他的書中《經過音》（Notes étrangères），尼古拉·巴克里說：
我的音樂不是新古典主義，它是古典，因為它保留了古典的永恆；嚴謹的表現力。我的音樂不是新浪漫主義，它就是浪漫的，因為它保留了浪漫的永恆；密度的表現力。我的音樂是現代的，因為它保留了現代主義的永恆；領域的擴大的表現力。我的音樂是後現代主義，因為它保留了後現代主義的永恆；技術混合表現力。
尼古拉·巴克里收到來自法國國家廣播電台、地中海青年交響樂團、法蘭克福老歌劇院、塔皮奧拉小交響樂團及Pro四重奏等的大量訂單；在歌劇方面（兩齣獨幕歌劇）、交響樂方面（七首交響曲）、協奏曲方面（给四支小提琴、中提琴、大提琴、雙鋼琴、長笛、雙簧管、單簧管、圓號和小號等）、聲樂方面（七首大合唱）、合唱（十一首經文歌）、室內音樂方面（九首弦樂四重奏，四首三重奏，鋼琴奏鳴曲及組曲等）。自1985年，小提琴協奏曲 op.7 首演，巴克里的音樂便成為許多樂團的特定演出曲目。演出過巴克里音樂的樂團遍佈世界各地，如：
奧弗涅交響樂團、坎城PACA交響樂團、中國國家交響樂團、英國室內交響樂團、歐洲卡梅拉塔、西班牙國家交響樂團、法國國家交響樂團、法國廣播愛樂樂團、國家交響樂團、喬治埃內斯科愛樂（布加勒斯特）、列日愛樂樂團、里爾國家交響樂團、倫敦交響樂團、馬勒室內樂團、慕尼黑室內樂團、慕尼黑愛樂樂團、巴黎管弦樂合奏、愛樂樂團、去皮卡管弦樂團、濱江交響樂團（新托克）、上海交響樂團、塔皮奧拉小交響樂團、東京交響樂團、圖盧茲國會大廈樂團和科隆交響樂團等。

### 榮譽和獎項
尼古拉·巴克里至今已獲得多項榮譽獎項，包括但不限於： 
- 1983年，羅馬大獎；
- 1987年，法國音樂版權組織獎（SACEM）；
- 1989年及1993年，法國藝術學院獎；
- 1993年，第一張金唱片獎；
- 2006年，交響音樂大獎；
- 2017年，藝術與文學勳章軍官勳位。

## 作曲
早期作品風格為高度無調性，代表作是獻給艾略特·卡特的《第一交響曲》。他不僅對傳統音樂推崇備至，更注重孜孜不斷的探索和更新自己的音樂理念，以19世紀音樂為基礎，搭建起20世紀到21世紀音樂的橋樑。巴克里的作品多達140餘部，類型多樣，其中包括兩個獨幕歌劇，七部交響曲，九首弦樂四重奏，七部大合唱，四首小提琴協奏曲，四首鋼琴三重奏、奏鳴曲及組曲等。

## 錄音
尼古拉·巴克里近15年以來發行的CD主要有：第一、三、四、五、六弦樂四重奏、第四交響曲（古典交響樂"狂飆突進"）、為大提琴和交響樂團而作的協奏曲、為小提琴和交響樂團而作的第二協奏曲、為小提琴和交響樂團而作的《祈禱》（Une Prière）RCA BMG古典名盤、長笛協奏曲、為單簧管和弦樂隊而作的室內協奏曲、四季協奏曲、鋼琴三重奏、鋼琴奏鳴曲、小提琴和鋼琴奏鳴曲、大提琴和鋼琴奏鳴曲、中提琴和鋼琴奏鳴曲等。幾年前，巴克里與法國著名作家埃里克-伊曼紐爾·史密特合作，創作了獨幕歌劇 Cosi Fanciulli，該劇主要角色與莫扎特的歌劇《女人心》相同，於2014年6月在香榭麗舍劇院演出多達12場。

## 外部連結
- 尼古拉·巴克里官方網站
- Portrait de Nicolas Bacri
- 法國國立音響音樂研究所（IRCAM）